# Letiště Tallinn
Mezinárodní letiště Lennarta Meriho (IATA: TLL, ICAO: EETN), známé také jako letiště Tallinn-Ülemiste, je mezinárodní veřejné civilní letiště ležící 4 km od centra Tallinnu, estonského hlavního města na východním pobřeží jezera Ülemiste. Je to největší letiště v zemi. Sídlí zde estonská národní letecká společnost Estonian Air.

## Historie

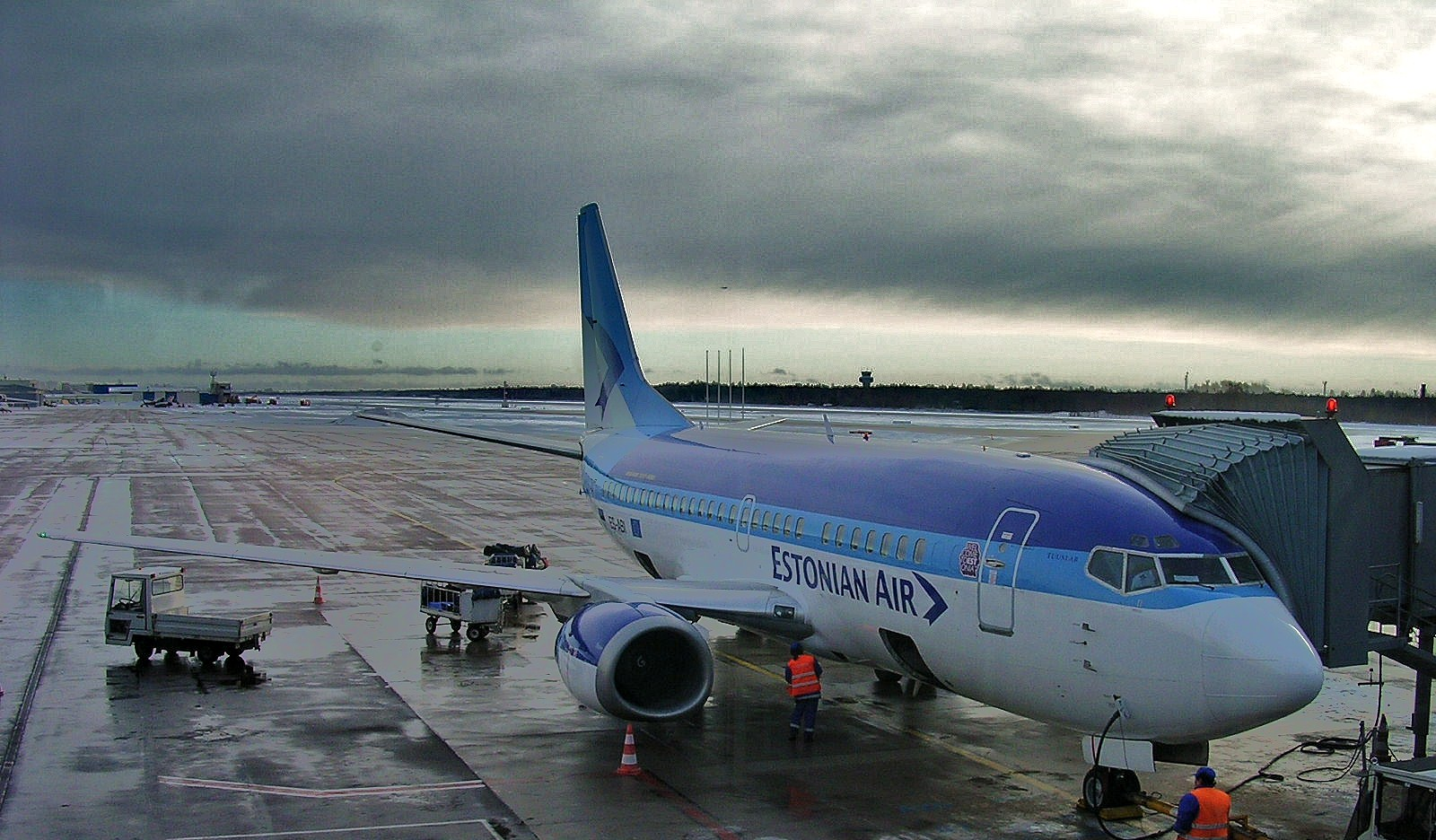
Boeing 737-500 Estonian Air na letišti v Tallinnu

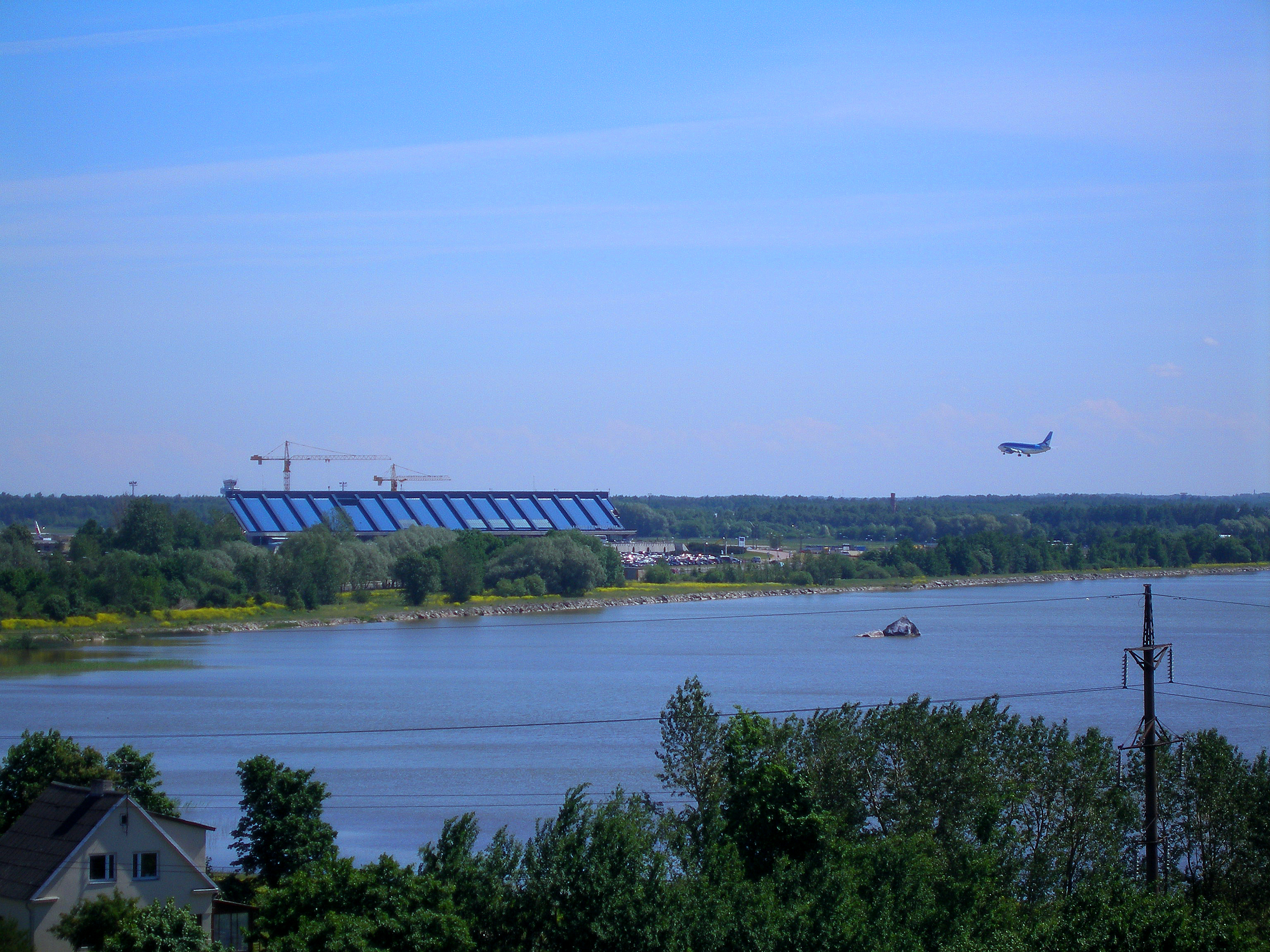
Pohled na letiště a jezero Ülemiste

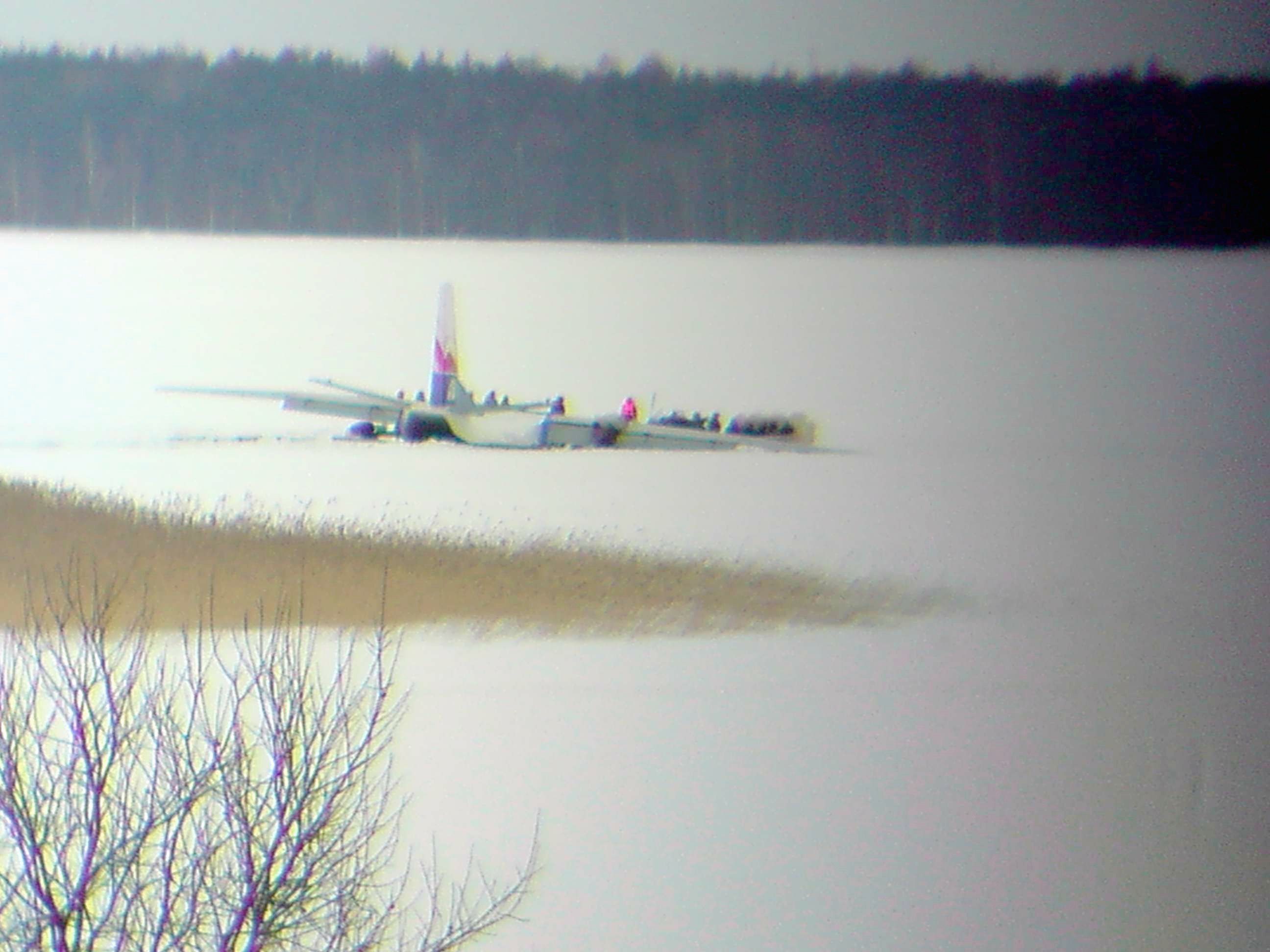
Havarovaný Antonov An-26 na jezeře Ülemiste v roce 2010

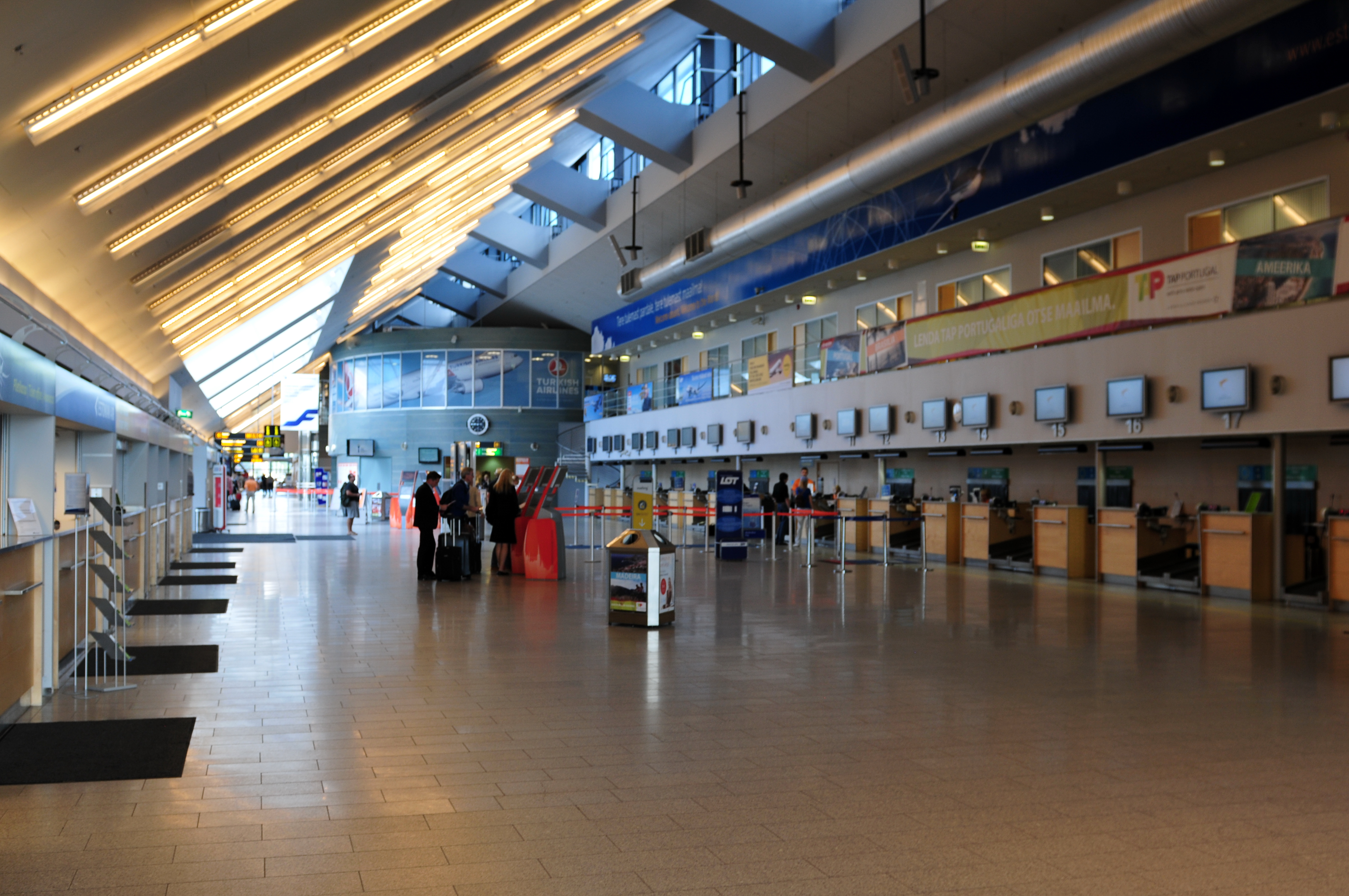
Terminal

Letiště bylo otevřeno 20. září 1936. Před druhou světovou válkou zde většinu letů provozovaly především společnosti Lufthansa, LOT a Finnair. V letech 1945 – 1989 byl jedinou společností, jež do Tallinnu létala, ruský Aeroflot. V sedmdesátých letech byl postaven nový terminál a prodloužena vzletová a přistávací dráha. Na podzim 1989 začala do Tallinnu létat Scandinavian Airlines.
V období leden 2006 – září 2008 prošlo letiště rozsáhlou celkovou rekonstrukcí:
- rozšíření a modernizace terminálu
  - 14 nových bran
  - vznik salonků pro cestující Schengenského prostoru
  - 10 nových odbavovacích stolků (check-in)
  - nové restaurace, kavárny atd, duty free shop, auto půjčovny...
- modernizace hlavní vzletové a přistávací dráhy (schopnost přijmout obří letadla - Boeing 747, Airbus A340, Airbus A380, Antonov An-225...)
- nové pojezdové dráhy
- zavedení kyvadlové autobusové dopravy do centra a zpět

V roce 2009 bylo letiště pojmenováno po estonském prezidentovi Lennartu Merim.

## Aerolinie a destinace

### Pravidelné linky
| Společnost            | Destinace |
| --------------------- | --- |
| AirBaltic             | Riga, Vilnius,Berlín,Split,Tirana,Burgas,Heraklion,Rhodes,Malta,Palma de Mallorca,Málaga,Gran Canaria,Ternerife,Nice,Barcelona,Geneva,Paris,Brussels,Amsterdam,London Gatwick,Billund,Mnichov,Oslo,Tampere |
| Avies                 | Kärdla |
| Golden Air            | Helsinki-Vantaa |
| City Airline          | Göteborg-Landvetter |
| Eurowings             | Praha |
| EasyJet               | Londýn-Stansted, Liverpool |
| Estonian Air          | Amsterdam, Brusel-Zaventem, Kodaň-Kastrup, Kuressaare, Kyjev-Boryspil, Londýn-Gatwick, Milán-Malpensa, Moskva-Šeremetěvo, Oslo-Gardermoen, Petrohrad-Pulkovo, Stockholm-Arlanda, Tartu (začíná 27. února), Vilnius Sezónně: Barcelona, Berlín-Tegel (začátek 2. května), Minsk, Nice (začátek 18. června), Paříž-CDG |
| Finnair               | Helsinki-Vantaa |
| Flybe Nordic          | Helsinki-Vantaa |
| LOT Polish Airlines   | Varšava |
| Lufthansa             | Frankfurt, Mnichov (začátek 27. března) |
| Augsburg Airways      | Mnichov |
| Norwegian Air Shuttle | Oslo-Gardermoen |
| Ryanair               | Brémy (začátek 1. března), Dublin, East Midlands (začátek 2. března), Edinburgh, Girona (začátek 28. března), Londýn-Luton, Milán-Bergamo, Oslo-Rygge, Stockholm-Skavsta, Weeze |

### Cargo linky
| Společnost  | Destinace       |
| ----------- | --------------- |
| Exin (DHL)  | Helsinki-Vantaa |
| TNT Airways | Malmö, Turku    |